# Albin Gromer
Albin Oskar Ulemark Gromer, född 13 juli 1990 i Malmö, är en svensk musiker, låtskrivare och producent.

## Biografi
Albin Gromer släppte sin första EP Hemmagjord år 2006 och före 18 års ålder hade han hunnit följa upp med en andra EP Därefter....
I januari 2011 var han en av de uppträdande artisterna på P3 Guld-galan. Samma år turnerade han med Timbuktu, släppte tre singlar, samt vann Nöjesguidens Malmö/Lunda-pris för bästa musik.

I februari 2012 släpptes debutalbumet Album. Album blev varmt mottagen av kritiker med ord som "början på svensk soulrenässans" och höga betyg i recensioner. Skivan var första fullängdssläppet på Universal-etiketten Svenska Inspelningar.

## Priser och utmärkelser
- 2011 – Ted Gärdestadstipendiet
- 2011 – Nöjesguiden: Malmö/Lunda-pris för bästa musik
- 2013 – Kingsizegalan: ÅretS Soul/RnB

## Diskografi

### Singlar
- 2010 – Så många gånger
- 2011 – Här inne hos mig
- 2011 – Tillsammans
- 2011 – För det är du

### Soloalbum
- 2012 – Album
- 2017 – Presenterar: "Narren"

### Medverkande
- 2011 – Timbuktu: Sagolandet